# Міністерство будівництва підприємств вугільної промисловості Української РСР
Міністерство будівництва підприємств вугільної промисловості Української РСР — союзно-республіканське міністерство, входило до системи органів будівництва підприємств вугільної промисловості СРСР і підлягало в своїй діяльності Раді Міністрів УРСР і Міністерству будівництва підприємств вугільної промисловості СРСР.

## Історія
Створене 13 квітня 1956 року. 31 травня 1957 року ліквідоване.

## Міністри будівництва підприємств вугільної промисловості УРСР
- Красниковський Георгій Володимирович (1956—1957)